# Gare de Hozukyō
La gare de Hozukyō (保津峡駅, Hozukyō-eki) est une gare ferroviaire située à Kameoka, ains qu'en partie dans l'arrondissement de Nishikyō dans la ville de Kyoto, au Japon, située sur la ligne Sagano. La gare est exploitée par la compagnie JR West. Elle porte le nom du secteur de la Vallée de la Hozu (ja) (保津峡, Hozu-kyō), qu'elle surplombe.

## Situation ferroviaire
La gare de Hozukyō est située au point kilométrique (PK) 14,3 de la ligne principale San'in (appelée à cet endroit ligne Sagano). Elle se trouve dans le quartier Hozuyama (保津山) du secteur Hozu (ja) (保津町) de la ville de Kameoka. Une partie des quais se trouve dans le quartier Arashiyama Kitamatsuoyama (嵐山北松尾山) de l'arrondissement de Nishikyō, à Kyoto.

## Histoire

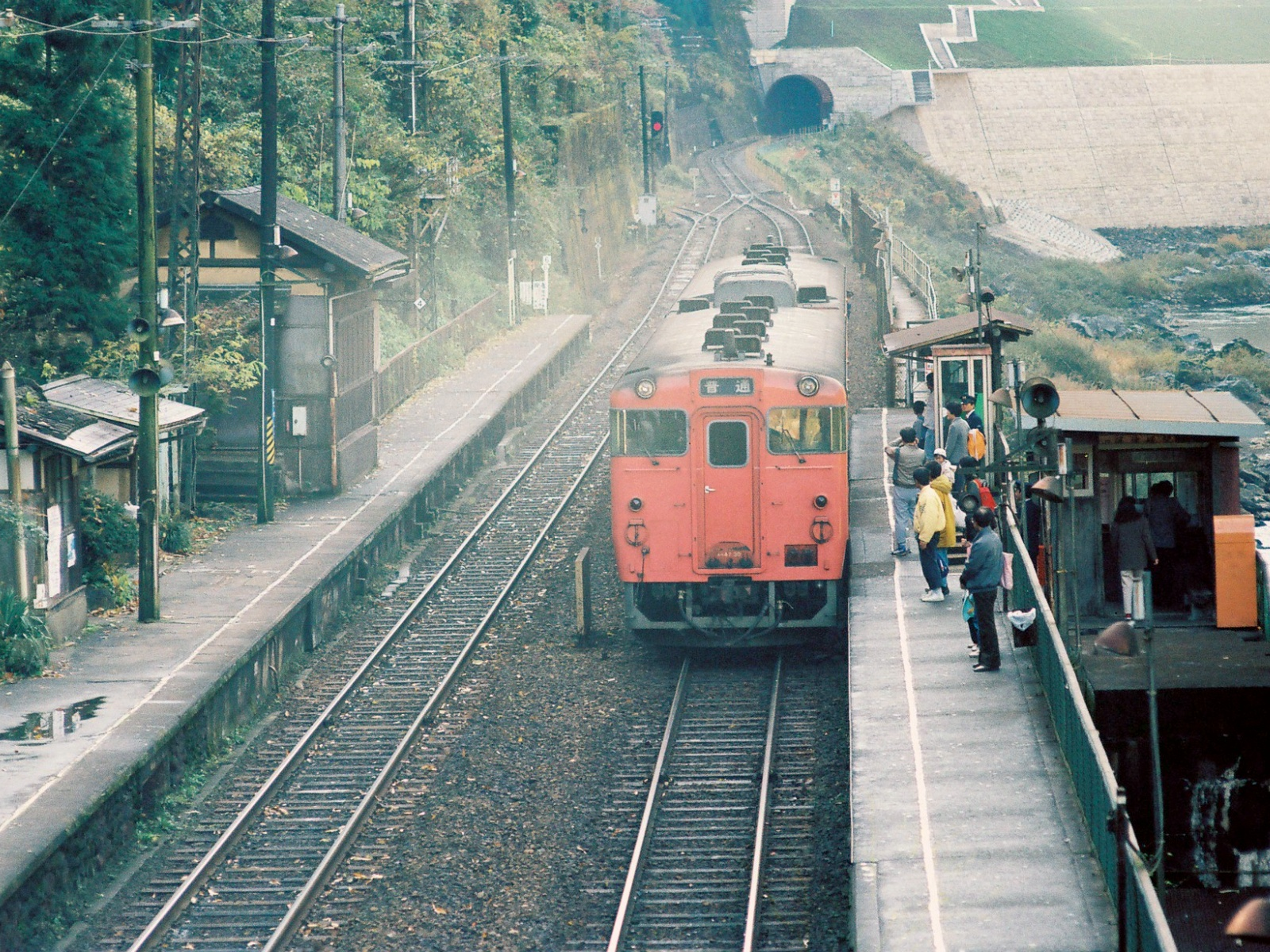
Quais et bâtiment voyageurs de l'ancienne gare.

La gare de Hozukyō est ouverte le 17 août 1929 en tant que poste d'aiguillage par la société gouvernementale des chemins de fer japonais entre les gares de Kameoka et de Saga sur la ligne principale San'in sous le nom « Matsuoyama » (松尾山). Elle se trouve alors dans le village de Matsuo (松尾村). Le 15 avril 1936, le poste d'aiguillage est ouvert au transport de passagers et est renommée en « gare de Hozukyō ». La gare était alors plus proche de l'actuelle gare de Torokko Hozukyō. Le service de prise en charge des bagages est supprimé le 1er décembre 1971 et la gare devient une gare sans employés,. Le 1er avril 1987, dû à la privatisation des chemins de fer nationaux, la gare est désormais prise en charge par JR West, puis le 13 mars 1988, après le début de l'assignation de surnoms aux sections de ligne, elle est assignée à la nouvelle « ligne Sagano ».
Le 5 mars 1989, la section de la ligne Sagano entre les gares de Saga et d'Umahori est rouverte à double voie et la gare de Hozukyō est déplacée à son emplacement actuel, dans la ville de Kameoka. Le 8 novembre 1990, le nouveau bâtiment voyageurs est complété, l'ancien était jusque-là utilisé temporairement. Le 27 avril 1991, la section de la ligne Sagano à voie unique entre les gares d'Umahori et de Saga est rouverte en tant qu'un chemin de fer touristique sous le nom Sagano Scenic Railway. L'emplacement de la précédente gare de Hozukyō et son vieux bâtiment voyageurs rouvrent sous le nom de « gare de Torokko Hozukyō ». Le 14 septembre 1998, les portillons automatiques font leur apparition dans la gare. À partir du 1er novembre 2003, les cartes à puce du service ICOCA sont utilisables à la gare de Hozukyō. Le 17 mars 2018, un système de numérotage des stations de la ligne Sagano est introduit et le code « JR-E09 » y est assigné,.
Pour le calcul des tarifs, même si la gare est située dans Kameoka, elle est tout de même comptée comme une gare de la ville de Kyoto.

## Service des voyageurs

### Accueil

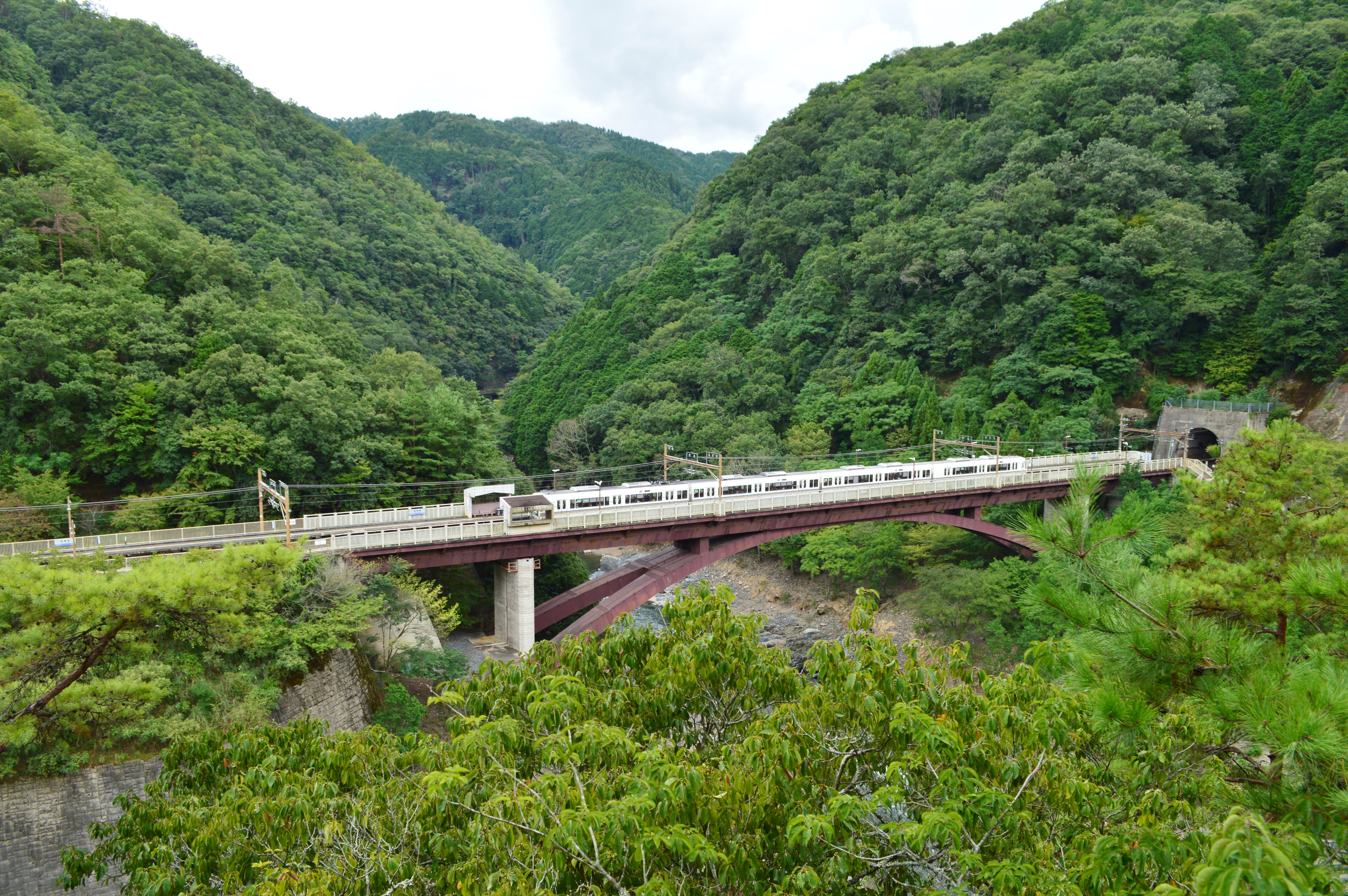
Les quais vus depuis les montagnes.

La gare dispose d'un bâtiment voyageurs construit au niveau du sol au nord des voies, derrière lequel se trouve les deux quais, une au nord et l'autre au sud des voies. Un trouve des guichets automatiques acceptant la carte ICOCA ainsi qu'un portique permettant d'accéder aux quais et des toilettes publiques. Les quais sont en position aérienne, situés sur un viaduc au-dessus d'une vallée (ja) où coule la rivière Hozu. Un escalier en dessous du viaduc permet d'atteindre le bâtiment voyageurs depuis le quai 1 en direction de Kyoto. Au-delà des quais, les voies continuent sous des tunnels à l'est et à l'ouest. La gare n'a pas d'employés, à part parfois durant l'été durant la saison touristique.
Au nord se trouve un rond-point permettant l'embarquement dans des voitures.

### Desserte
La gare comprend deux quais de part et d'autre des voies, dont les deux voies sont disposées de la façon suivante :
- Ligne Sagano
  - Quai 1
    - voie 1 : direction Kyoto et Nijō

  - Quai 2
    - voie 2 : direction Kameoka, Sonobe et Fukuchiyama

### Gares adjacentes
| «               |  | Service                      |  | »       |
| --------------- |  | ---------------------------- |  | ------- |
| Saga-Arashiyama |  | Ligne Sagano (service local) |  | Umahori |

### Intermodalité
La gare est desservie par les autobus de la Mizuo Community Bus (水尾自治会バス), un service déployé par l'arrondissement d'Ukyō. L'arrêt est situé dans le rond-point devant le bâtiment voyageurs et cinq départs ont lieu dans chaque sens chaque journée entre la gare de Hozukyō et Mizuo (ja) (水尾), à part durant les jours fériés,.
La gare de Torokko Hozukyō de la Sagano Scenic Railway est située à environ 1 000 mètres à l'est, et est accessible à pied.

## Dans les environs
La gare se trouve dans la zone scénique de la vallée de la Hozu, connue pour les paysages naturels le long de la rivière. Aucune habitation se trouve à proximité. La gare est cependant situé à environ quatre kilomètres au sud du secteur de Mizuo (ja) (水尾), connu comme le « village du yuzu ».